# 妙君寺
妙君寺（みょうくんじ）は、愛知県一宮市木曽川町黒田錦里にある日蓮宗の寺院。山号は無量光山。勇師法縁。

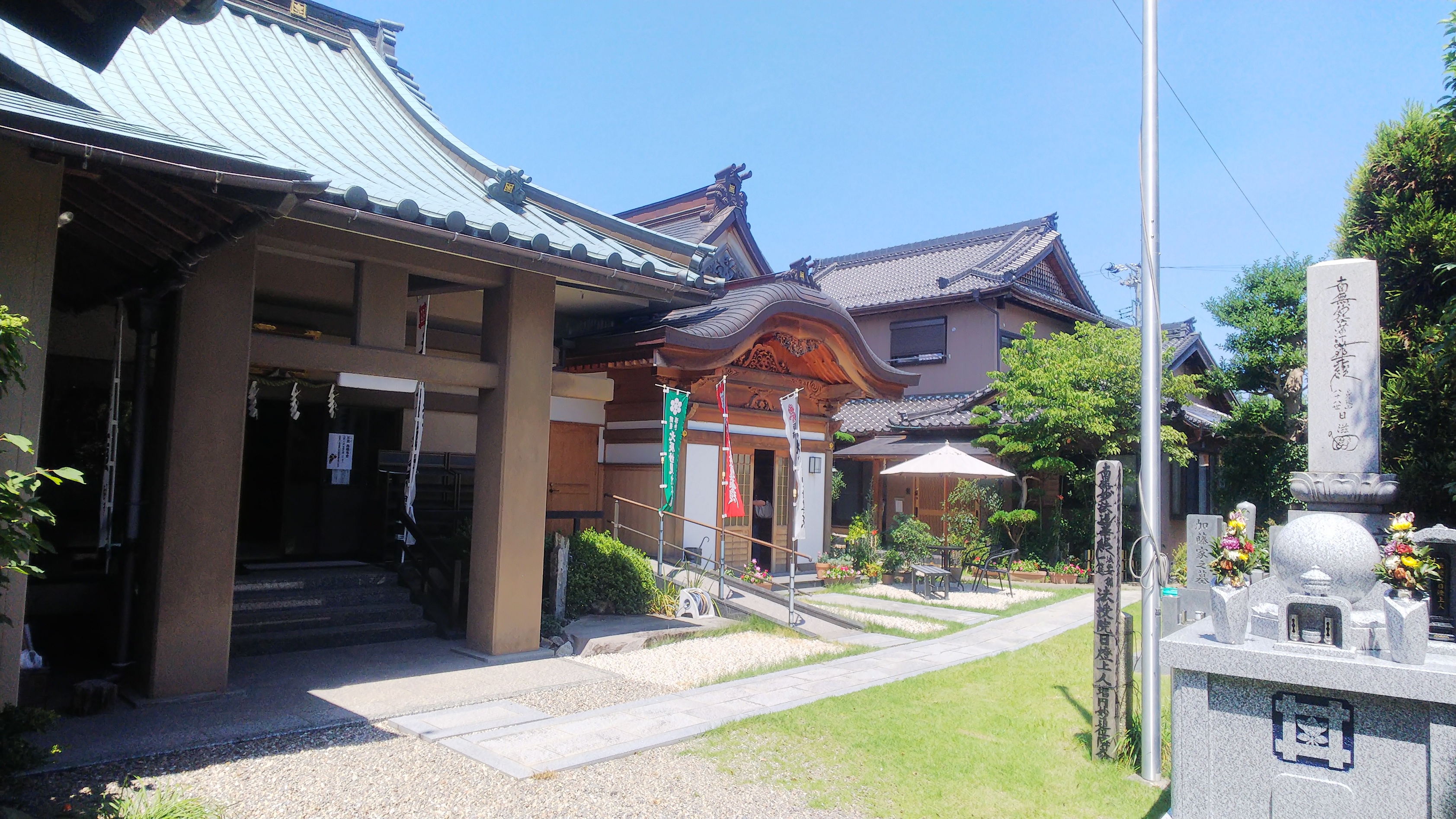
妙君寺本堂

## 歴史
昭和21年（1946年）に黒田城の旧武家屋敷跡に無量光院妙君上人が開基。現住職は第4世 加藤雄燈

## 境内
現在の伽藍は、昭和51年（1976年）に本堂、昭和60年（1985年）に庫裏、平成7年（1995年）に山門と鐘楼、平成23年（2011年）に納骨堂、平成24年（2012年）に客殿がそれぞれ建立された。

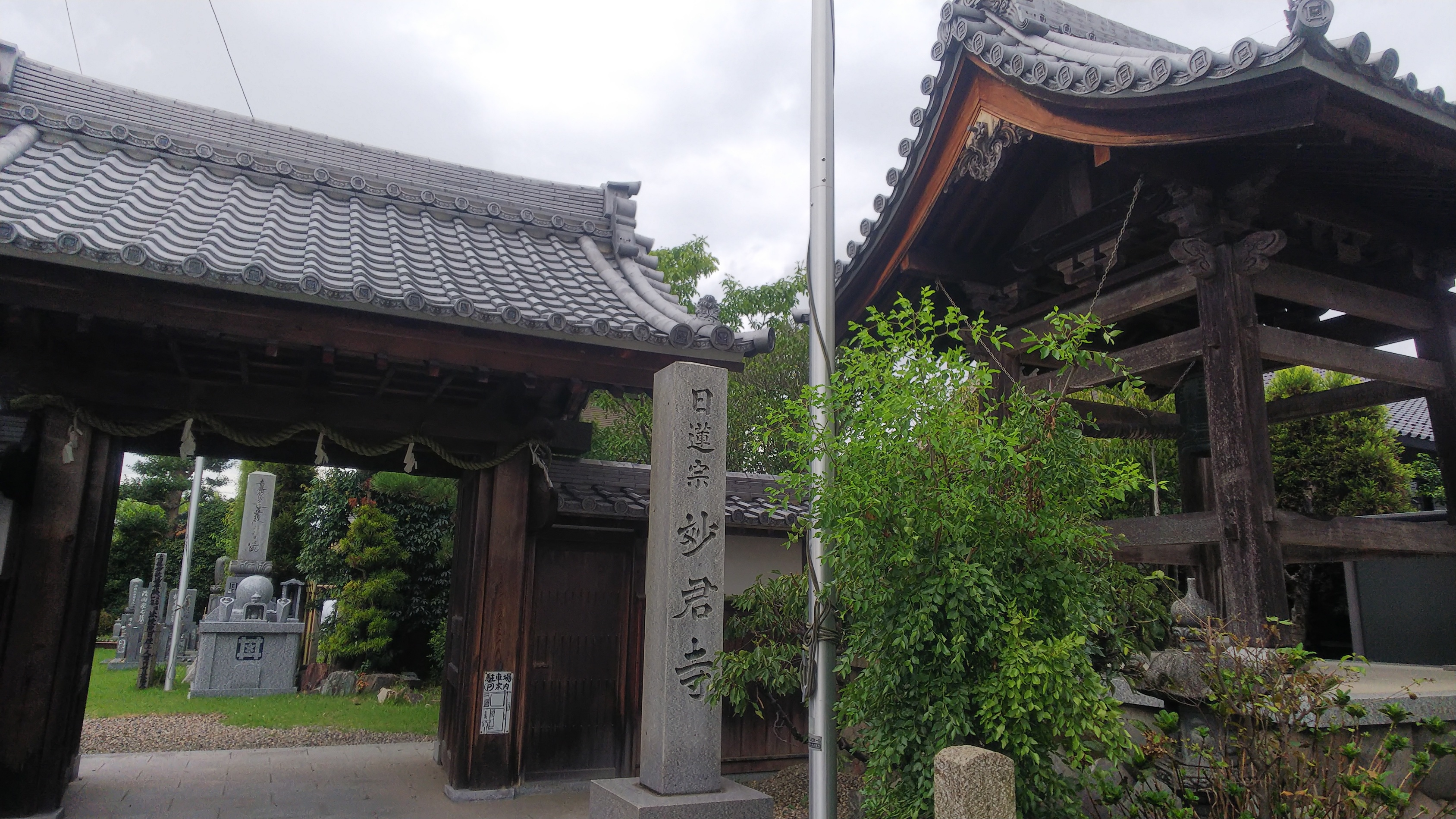
山門と鐘楼

## 参考資料
- 日蓮宗寺院大鑑編集委員会『宗祖第七百遠忌記念出版 日蓮宗寺院大鑑』大本山池上本門寺 (1981年)